# AV1 Image File Format
Das AV1 Image File Format (AVIF) ist ein  offenes Grafikformat zur Bildkompression von Rastergrafiken. Es basiert auf dem Videokompressionverfahren AOMedia Video 1 (AV1). AVIF wurde im Februar 2019 von der Alliance for Open Media spezifiziert, aktuell ist die Version 1.1.0 der Spezifikation.

## Beschreibung
AVIF soll helfen, die Effizienz im Datenverkehr zu verbessern, wenn es anstelle von JPEG oder WebP zur Übertragung von Bildern verwendet wird. Ähnliche Ansätze mit von Videokompressionsverfahren ausgekoppelten Bildformaten gab es bereits mit WebP (auf Basis von VP8) und HEIF (auf Basis von HEVC). Das Containerformat ISOBMFF, das auch für MP4 und HEIF verwendet wird, wird hier benutzt, um mit dem AV1-Bildformat (AVIF) codierte Inhalte zu übertragen. Die Dateiendung ist dabei „.avif“. Diese ist bei der IANA auch offiziell registriert als Medien-Typ image/avif.
Die Stärke des neuen Bildformats liegt in seiner Fähigkeit, bei hohen Kompressionsraten eine im Verhältnis zu anderen Bildformaten wie JPG oder WebP hohe Bildqualität zu erzielen. Außerdem stehen eine Reihe von zusätzlichen Features (im Vergleich mit JPEG oder WebP) zur Verfügung, wie die Unterstützung von Farbtiefen bis 12 Bit, verlustlose Kompression und Unterstützung des Alphakanals. Das Format unterstützt zudem Animationen und stellt somit eine moderne Alternative zum etablierten GIF-Standard dar, um effiziente Kompression und Bewegtbilder in einem Format zu vereinen.
Das Format profitiert bei der Decodierung von Bildern mit hoher Auflösung von den vorhandenen Optimierungen der Videodecoder (beispielsweise mit dav1d).
Fragen der Patentierung und Lizenzierung sind beim AV1-Verfahren strittig (siehe Artikel zum Videocodec), hierdurch ist auch das Bildformat betroffen.

## Softwareunterstützung und Internetdienste
- Der AOM-Referenz-Encoder erhielt zur Unterstützung des Formats im Mai 2021 spezielle Optimierungen im Rahmen der Version 3.1.[11] In der im Februar 2025 erschienenen Version v3.12.0 wurden Beiträge einer unabhängigen Entwicklergruppe integriert, welche die Bildqualität bzw. Kompressionseffizienz meistens weiter deutlich verbessern (bei Nutzung der neuen Option --tune=iq, mit libavif ab v1.2.0 unterstützt).[12][13]
- Die Bibliothek libavif kann als offizielle Schnittstelle zur AVIF-Bildererzeugung verschiedene Implementierungen des Videocodecs nutzen. Seit August 2023 liegt sie in einer Version ≥ 1 vor, womit normalerweise Stabilität signalisiert wird.[14] Die Kommandozeilentools avifenc und avifdec zur Konvertierung aus den bzw. in die Bildformate JPG, PNG oder Y4M werden damit zur Verfügung gestellt.[15]
- Die Bibliothek libheif unterstützt AVIF seit Version 1.7 (Juni 2020).[16]
- cavif ist ein Bildencoder und Konverter für AVIF, der überwiegend auf der Programmiersprache Rust basiert.[17]
- Microsoft bietet zur Anzeige von AVIF-Dateien die Installation der AV1-Videoextension aus dem Store an, ab Windows 10.[18][19][20]
- Android unterstützt ab Version 12 AVIF.[21][22]
- Der VLC media player unterstützt AVIF in aktuellen Entwicklerversionen.[23]
- Mozilla Firefox bot eine experimentelle Unterstützung ab Version 77 (Mai 2020).[24] Seit Version 93 (Oktober 2021) ist die Unterstützung standardmäßig aktiviert,  Animationen werden seit Version 113 (Mai 2023) unterstützt.[25][26][27]
- Google Chrome enthält die Unterstützung ab Version 85 (August 2020) für Desktop sowie ab Version 89 für Android.[28][29][30]
- In Microsoft Edge ist ab Version 114 eine experimentelle Unterstützung vorhanden.[31] Ab Version 121 (Januar 2024) wird AVIF offiziell unterstützt.[32]
- Opera unterstützt AVIF ab Version 71.[33][34]
- KDE Frameworks unterstützt AVIF ab Version 5.78 (Januar 2021)[35]
- GIMP unterstützt AVIF ab Version 2.10.22[36]
- Darktable unterstützt AVIF ab Version 3.0.1[3]
- ImageMagick unterstützt AVIF ab Version 7.0.25[37][38]
- libvips unterstützt AVIF ab Version v8.9.0[39][40]
- GD Library unterstützt AVIF ab Version 2.3.2[41]
- Paint.NET unterstützt ab Version 4.2.14 das Laden und Speichern von AVIF-Bildern.[42]
- Krita unterstützt AVIF ab Version 5.0[43]
- Mit JavaScript-Hilfe können Bilder im Browser angezeigt werden[44]
- Go-Schnittstelle zur Nutzung des AVIF-Encoders aus Go-Programmen oder aus der Kommandozeile[45]
- Das Content Delivery Network Cloudflare bietet das Format seinen Nutzern an[46]
- Netflix nutzt das Format für das Ausspielen der Vorschaubilder seit März 2020.[47]
- Die PHP-Erweiterung GD unterstützt AVIF ab PHP Version 8.1[48]
- ExifTool (Tool zur Verwaltung von Metadaten) unterstützt AVIF seit der Version 11.79[49]
- FFmpeg erhielt im Mai 2022 Unterstützung für AVIF[50]
- Safari unterstützt das Format ab macOS 13  und IOS 16[51]
- Wordpress unterstützt das Format ab Version 6.5[52]

## Konkurrierende neue Bildformate
AVIF hat viele Ähnlichkeiten mit dem konkurrierenden HEIF, welches sich jedoch für die Nutzung im Web nicht etablieren konnte. Mit JPEG XL ist ein weiteres Bildformat mit guter Kompression und vielen Features in Entwicklung, das einen offiziellen Nachfolger und eine Weiterentwicklung von JPEG darstellt. Es kann JPEG-Bilder im neuen Format „nachverdichten“, um sie bei Bedarf binär identisch wiederherzustellen, und unterstützt im Gegensatz zu AVIF progressives Herunterladen (bei entsprechender Browser-Implementierung). Daneben entwickelte Google auch WebP weiter, mit WebP2. Seit Ende Oktober 2022 ist allerdings klar, dass diese beiden Formate auf absehbare Zeit nicht für die Nutzung im Web im derzeit am meisten verwendeten Browser Chrome unterstützt werden. In einer mehrfach durchgeführten Studie zum Vergleich  sind die meisten neuen Formate berücksichtigt. Die Ergebnisse für die Bildqualität in den einzelnen in Diagrammform dargestellten Metriken sind unterschiedlich. In den Ergebnissen von Herbst 2022 nimmt AVIF zusammen mit HEIF und JPEG XL fast immer Spitzenplätze ein, die Vorteile gegenüber JPEG (in der optimierten Variante mozjpeg im Test) sind deutlich zu sehen. Allerdings wurde mit der für den Test gewählten Einstellung auch eine sehr hohe Kodierzeit in Kauf genommen. Diese steigt zudem im oberen Qualitätsbereich stark an. Der Verzicht auf Farbunterabtastung (was ebenfalls die Bildqualität erhöht) ist dagegen automatisch vorbelegt. Im Dezember 2022 wurde dies noch mal ergänzt durch einen weiteren umfangreichen Vergleich von AVIF mit dessen konkurrierenden Formaten.
In Bezug auf die Bitrate bei verlustloser Kompression zeigte sich AVIF in einer Studie von 2021 deutlich schlechter als JPEG XL und PNG.

## Nutzung
Laut einer Statistik von w3techs lag die Nutzung von AVIF im Juni 2025 bei etwa 0,7 % aller Webseiten, mit steigender Tendenz. Nach Berechnung von caniuse.com können etwa 94 % der Nutzer bzw. Geräte AVIF verwenden.